# 냐싱베 에야데마
냐싱베 에야데마(프랑스어: Gnassingbé Eyadéma, 1935년 12월 26일~2005년 2월 5일)는 본명인 에티엔 냐싱베(프랑스어: Étienne Gnassingbé)로 1967년부터 2005년 사망할 때까지 토고의 대통령을 지냈으며, 그 후 즉시 그의 아들 포르 냐싱베에 의해 계승되었다.
에야데마는 1963년 1월과 1967년 1월 두 번의 성공적인 군사 쿠데타에 참여했고, 1967년 4월 14일에 대통령이 되었다. 대통령으로서, 그는 정당인 토고 인민연합(RPT)을 만들었고, 다당제 선거로 이어지는 개혁이 시작된 1990년대 초까지 반공주의 단일당 정권을 이끌었다. 비록 그의 통치가 1990년대 초반의 사건들에 의해 심각하게 도전받았지만, 그는 결국 다시 권력을 공고히 했고 1993년, 1998년, 2003년 다당제 대통령 선거에서 승리했고, 야당은 1993년 선거를 보이콧했고 1998년과 2003년 선거 결과를 사기라고 비난했다. 그가 죽었을 때, 에야데마는 아프리카에서 가장 오랫동안 통치한 군주였다.
2018년 연구에 따르면, "냐싱베 에야데마의 통치는 억압, 후원, 그리고 기이한 리더십 컬트에 기초했다."

## 어린 시절 및 군사 경력
보통 에야데마는 1935년 12월 26일 프랑스령 토골란드 카라주 코자현의 마을인 피야의 북부에서 카비예족의 농민 집안에서 태어났다고 한다. 그러나 이 날짜는 논쟁의 여지가 있다. 코미 M. 툴라보르에 따르면, 에야데마의 공식 생년월일은 "비옥한 상상력을 바탕으로 한 것"이며, 그가 1930년경에 태어났다고 보는 것이 더 정확할 것이다. 그의 어머니는 후에 마만 은다니다 또는 마만 은다니다하로 알려졌다.
1953년, 에야데마는 초등학교를 마친 후 프랑스 육군에 입대했다. 그는 제1차 인도차이나 전쟁과 알제리 전쟁에 참전했다.
프랑스 군대에서 거의 10년을 보낸 후, 에야데마는 1962년에 토고로 돌아왔다. 그는 1963년 토고 쿠데타의 지도자였으며, 공격 중에 암살된 실바뉘 올랭피오 대통령에 대항했고, 에야데마 자신이 살인을 저질렀다고 종종 언급되어 왔다. 이 기회에 그는 니콜라 그뤼니츠키를 국가의 새로운 대통령으로 세우는 것을 도왔다.
4년 후, 그뤼니츠키와 사이가 틀어진 에야데마는 그뤼니츠키에 대항하여 두 번째 군사 쿠데타를 이끌었다. 이번에는 유혈사태가 일어나지 않았고(퇴위된 그뤼니츠키가 프랑스 파리로 망명하는 데 성공함) 에야데마는 1967년 4월 14일 자신을 대통령으로 임명하고 국방장관의 직위를 수여했다. 그는 거의 38년 동안 두 직책을 모두 맡았다.

## 정치 경력

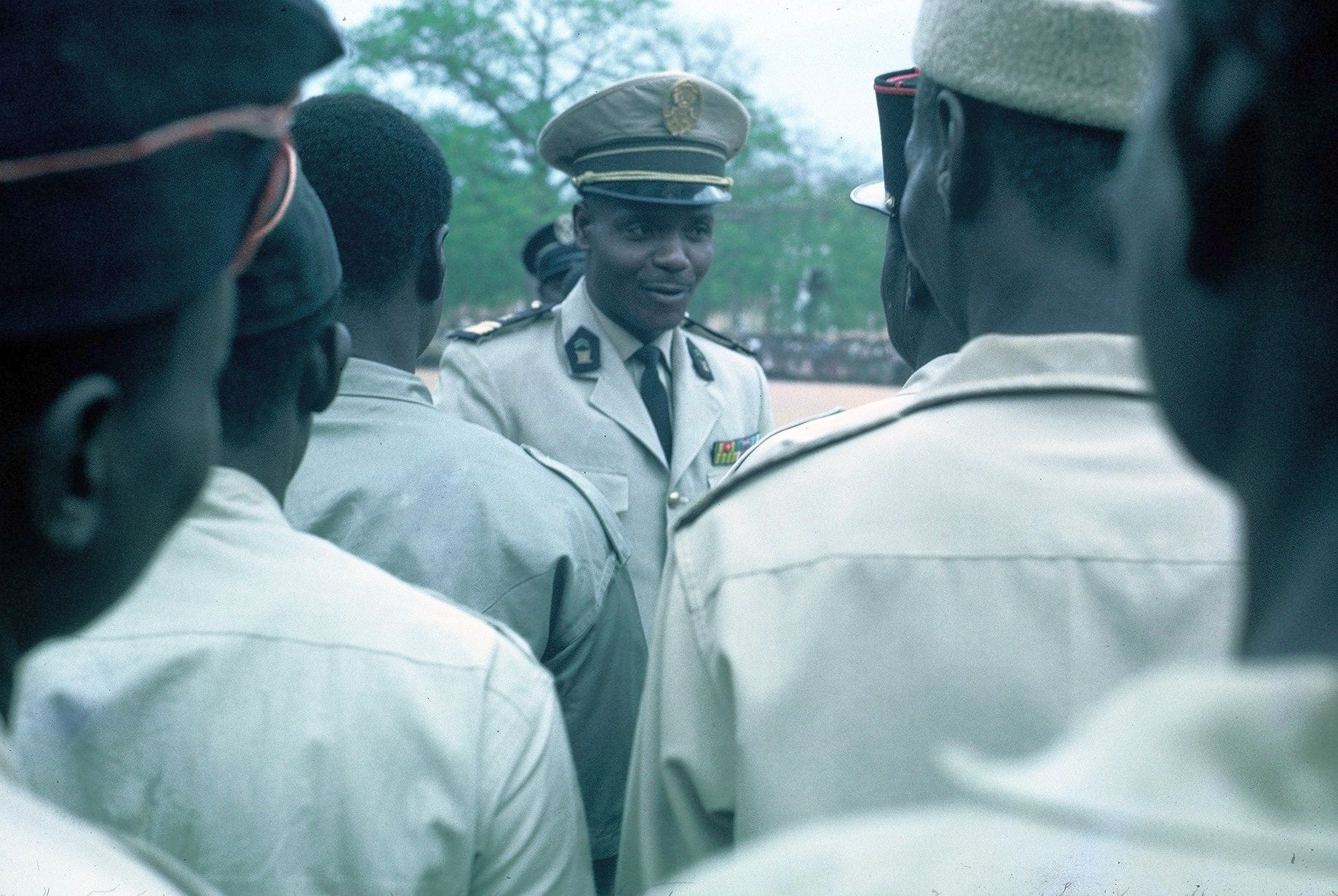
1968년 토고 북부에 있는 냐싱베 에야데마

코미 M. 툴라보르에 따르면, "에야데마는 프랑스의 대통령 자크 시라크의 개인적인 친구였습니다. 그는 몇 번의 쿠데타, 조직적인 선거 사기, 그의 카비예족 지지자들과 구성원으로 꽉 찬 군대의 충실한 충성, 견고한 해외 지원 (특히 프랑스), 그리고 토고의 빈약한 경제 자원에 대한 접근에 대한 교묘한 관리 덕분에 38년 동안 권력을 유지했습니다." 집권한 지 3년 후, 에야데마는 토고인들의 집회를 국가의 유일한 합법 정당으로 만들었다. 그는 1972년에 경쟁하지 않은 선거에서 이겼다. 1979년, 토고는 (적어도 명목상) 나라를 민간 통치로 되돌리는 새로운 헌법을 채택했다. RPT는 유일한 정당으로 자리 잡았고, 당의 대통령은 당 총재 선출과 동시에 7년 임기의 대통령으로 자동 지명되었고 반대하지 않는 국민투표를 통해 취임했다. 이 조항들에 따라, 에야데마는 1979년과 1986년에 반대 없이 재선되었다. 그의 통치 기간 동안 그는 몇 번의 암살 시도에서 벗어났고, 1974년 그는 사라카와 근처의 북부 지역에서 비행기 추락 사고에서 살아남았다. 경호원의 또 다른 암살 시도가 실패한 후, 그는 외과의사가 제거한 총알을 부적으로 가지고 다녔다. 1991년 8월 조제프 코쿠 코피고를 총리로 선출하고 에야데마를 의례적인 대통령으로 남겨둔 전국 회의가 열렸다. 에야데마는 회의장을 군인들로 둘러싸며 회의를 중단하려고 했지만, 그는 그 결과를 받아들였다. 그럼에도 불구하고, 에야데마는 군대의 지원으로 권력을 유지할 수 있었다. 1993년 3월, 에야데마가 살고 있던 토코인 군사 캠프에 대한 공격이 실패했고, 에야데마의 개인 참모총장 마울릭플리미 아메지를 포함한 여러 명이 사망했다.

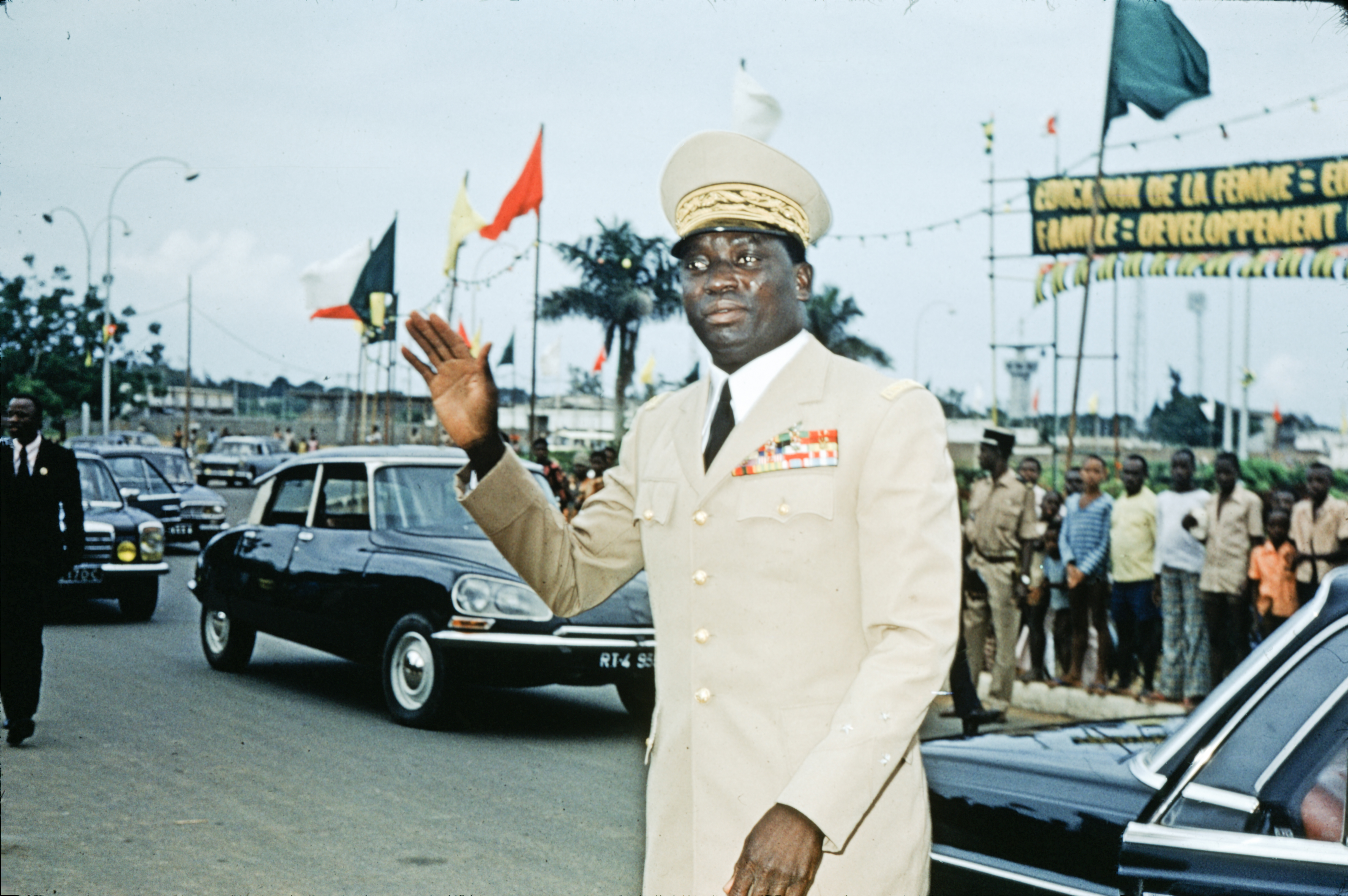
1972년 냐싱베 에야데마 대통령

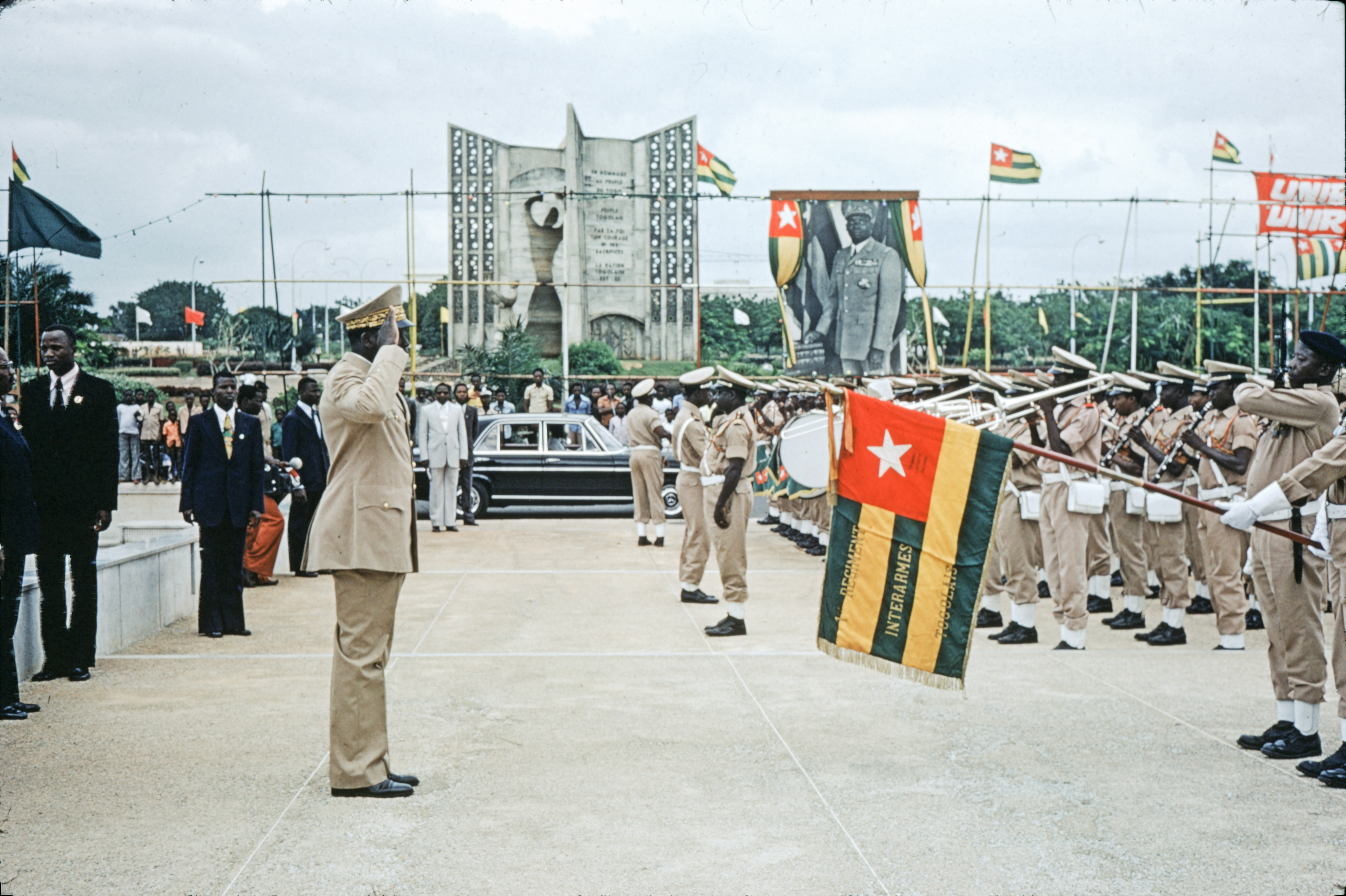
1975년 토고의 대통령 냐싱베 에야데마가 열병식에 참석한다.

그는 1993년 8월 야당에 의해 보이콧된 다당제 대통령 선거로 자신의 통치를 합법화하려고 시도했고, 단 두 명의 사소한 도전자들을 마주하고, 비록 그의 고향 카라주 밖에서 투표율이 낮았지만, 그는 투표의 96.42%를 얻었다. 1998년 6월 대통령 선거에서 에야데마는 공식 결과에 따라 52.13%의 득표율로 길크리스트 올랭피오를 꺾고 공식적으로 재선에 성공했다. 유럽 연합은 1993년에 부정 투표와 인권 침해에 대한 항의로 원조를 중단했다.
2002년 12월 말, 대통령직에 대한 임기 제한을 없애기 위해 헌법이 변경되었다. 이전에, 대통령들은 두 번의 5년 임기로 제한되었고, 따라서 에야데마는 2003년 선거 후에 사임해야 했다. 그러나 이러한 제한이 제거되면서, 에야데마는 다시 자유로워졌고, 6월 1일 57.78%의 득표율로 선거에서 승리했다. 그는 6월 20일에 또 다른 임기를 위해 취임했다. 또 다른 개헌은 대통령의 최저 연령을 45세가 아닌 35세로 줄이는 것이었다. 에야데마의 아들 포르 냐싱베가 35세였기 때문에, 많은 관찰자들은 그가 갑자기 사망할 경우 왕위 계승의 길을 열어주고 있다고 추정했다.

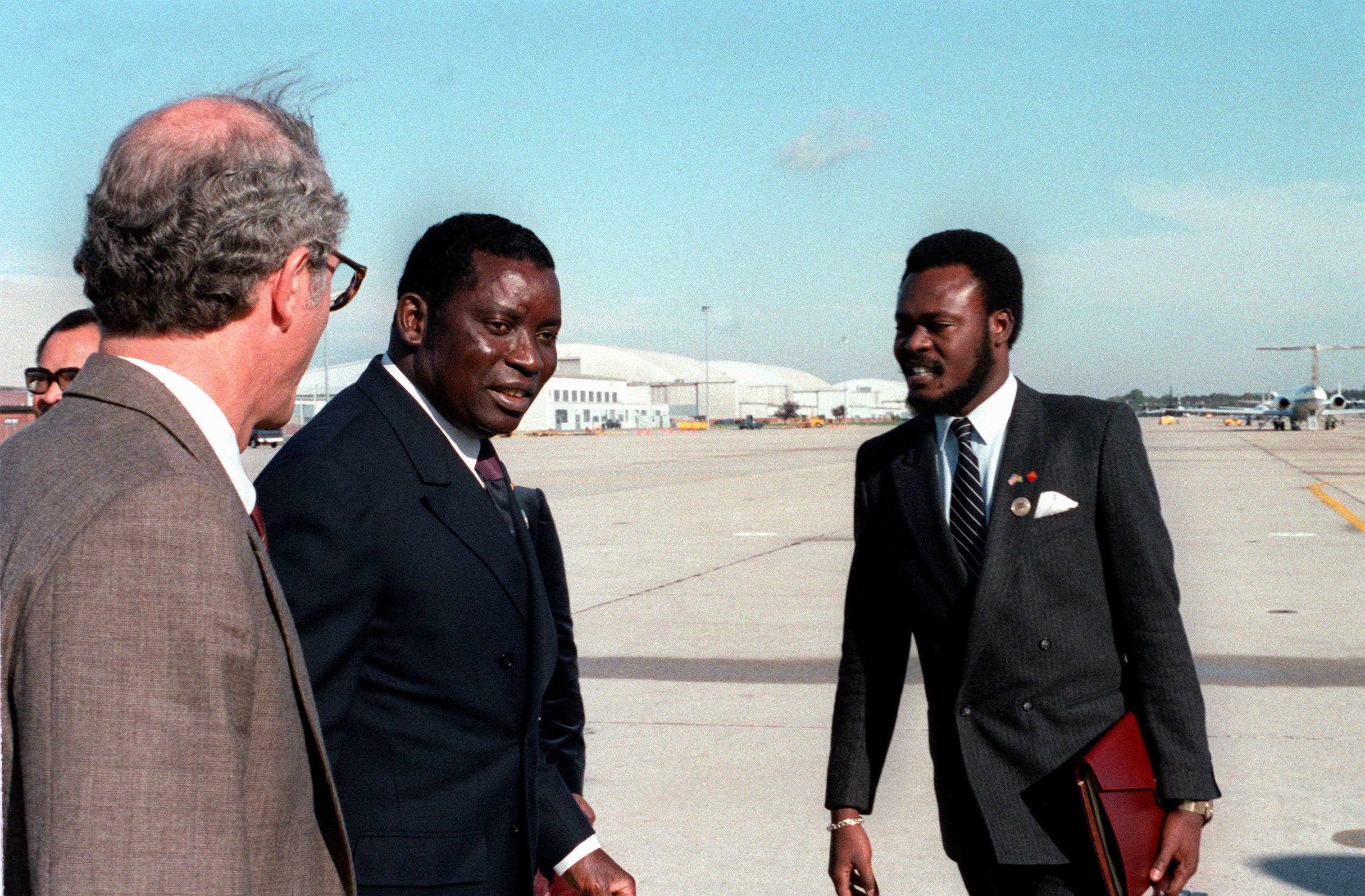
토고의 에야데마 대통령은 1983년 국빈방문을 마치고 떠난다.

에야데마는 라마카라에서 북쪽으로 몇 킬로미터 떨어진 피야에 있는 그의 가족 집 근처에 큰 궁전을 지었다. 그는 2000년부터 2001년까지 아프리카 통일 기구 의장을 지냈고, 2002년에 시작된 제1차 코트디부아르 내전에서 코트디부아르 정부와 반군 사이의 중재를 시도했지만 성공하지 못했다.

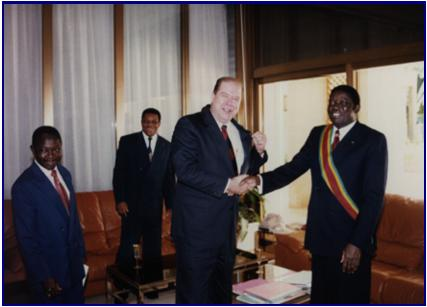
빌리 데이비스는 토고의 대통령을 만나고 1993년 대통령으로부터 핀을 받았다.

유럽 연합은 2004년 6월 1일 토고의 민주주의 상태를 평가하고 토고의 민주화 절차를 시작하기 위해 사절단을 보냈다. 그 탐험대는 정부와 야당 사이의 대화를 열려고 의도했다. 그 팀은 에야데마의 정당인 토고 사람들의 집회 이외의 다른 정당의 많은 정치인들과 만나기로 되어 있었다. 하지만 정부가 부과한 기준 때문에, 길크리스트 올랭피오, 야오비 아그보이보, 레오폴 그니닌비 교수와 같은 정치인들은 회의를 보이콧했다. 유럽 연합 팀은 정부와의 논의가 거의 불가능했기 때문에 회의를 취소했다. 야당 UFC는 정부에 의해 억류된 11명의 남자들의 석방을 원했다. 마침내, 유럽 연합 전문가들은 각 정치인들을 개별적으로 그리고 개인적으로 만났다. 토고에서의 인권과 언론의 존중은 유럽 연합 전문가들에 의해 조사되어야 했다.
BBC 뉴스에 따르면, 에야데마는 아프리카의 민주주의가 "자신의 속도와 방식으로 나아간다"고 주장했다.
에야데마는 유고슬라비아 스타 훈장을 받았다.

## 사망
2005년 2월 5일 튀니지 튀니스에서 남쪽으로 250km 떨어진 곳에서 비행기 안에서 사망하였다. 정부 성명에 따르면 그는 "해외 응급 치료를 위해 대피하던 중" 사망했다. 관계자들은 사인이 심근 경색이라고 말했다. 사망 당시 그는 아프리카에서 가장 오래 재임한 국가 원수였다.
토고군 총사령관 자카리 난자는 에야데마의 아들 포르 냐싱베를 토고의 새로운 대통령으로 선포했다. 아프리카 연합 위원장 알파 우마르 코나레는 즉시 이 행위가 군사 쿠데타이며 헌법에 위배된다고 선언했다. 국제 사회와 ECOWAS와 같은 다른 단체들도 포르 냐싱베의 대통령 지명을 승인하지 않았다. 포르 냐싱베는 2005년 4월 24일 대통령 선거 이후 포르 냐싱베가 60%의 득표율로 대통령에 당선될 때까지 2월 25일 사임하고 제1부대표 의장인 봉포 아바스로 교체되었다.
에야데마의 장례식은 2005년 3월 13일 베냉의 마티외 케레쿠, 가나의 존 쿠푸오르, 코트디부아르의 로랑 그바그보, 니제르의 마마두 탄자, 나이지리아의 올루세군 오바산조가 참석한 가운데 치러졌다. 3월 15일, 에야데마의 가족과 RPT 당은 그의 고향인 파야에서 그에게 마지막 경의를 표했다.

## 역대 선거 결과
| 선거명      | 직책명        | 대수 | 정당          | 득표율  | 득표수      | 결과 | 당락 |
| ----------- | ------------- | ---- | ------------- | ------- | ----------- | ---- | ---- |
| 1972년 선거 | 토고의 대통령 | 3대  | 토고 인민연합 | 99.90%  | 867,941표   | 1위  |      |
| 1979년 선거 | 토고의 대통령 | 3대  | 토고 인민연합 | 100.00% | 1,296,584표 | 1위  |      |
| 1986년 선거 | 토고의 대통령 | 3대  | 토고 인민연합 | 100.00% | 1,737,771표 | 1위  |      |
| 1993년 선거 | 토고의 대통령 | 3대  | 토고 인민연합 | 96.42%  | 691,485표   | 1위  |      |
| 1998년 선거 | 토고의 대통령 | 3대  | 토고 인민연합 | 52.08%  | 811,837표   | 1위  |      |
| 2003년 선거 | 토고의 대통령 | 3대  | 토고 인민연합 | 57.79%  | 1,345,159표 | 1위  |      |

## 같이 보기
- 에당 코조
- 토고의 역사